# Universidade do Estado do Pará
A Universidade do Estado do Pará (UEPA) é uma instituição de ensino superior pública estadual brasileira, com sede em Belém e campi em outros municípios do estado do Pará. Oferta cursos de graduação em diversas áreas do conhecimento, além de cursos livres, cursos de especialização, de mestrado e de doutorado, bem como programas de extensão e pesquisa.
São cinco campi na capital, bem como outros 16 localizados nos municípios de Paragominas, Conceição do Araguaia, Marabá, Altamira, Igarapé-Açu, São Miguel do Guamá, Santarém, Tucuruí, Moju, Redenção, Barcarena, Vigia, Cametá, Salvaterra, Castanhal e Bragança. Está em implantação um em Parauapebas e em estudos para um em Ananindeua.

## História
A UEPA foi criada pela lei estadual n° 5.747 de 18 de maio de 1993 a partir da fusão de faculdades estaduais de Enfermagem, Medicina, Educação Física e Educação.
Foi autorizada a funcionar através do decreto presidencial de 4 de abril de 1994, com os cursos de graduação: licenciatura em educação física, medicina, fisioterapia, terapia ocupacional, enfermagem, pedagogia, educação artística com habilitação em música, licenciatura em matemática e formação de professores para pré-escolar e 1ª a 4ª série do ensino fundamental.
A UEPA oferece cursos de graduação, divididos nos Centros de Ciências Sociais e Educação, Biológicas e da Saúde e Ciências Naturais e Tecnologia e nos 16 campi do interior do estado. Na década de 2000 a ser considerada a instituição de ensino superior mais interiorizada do Brasil, quando o Programa de Apoio a Planos de Reestruturação e Expansão das Universidades Federais e o Programa Universidade para Todos fez com que, respectivamente, as universidades federais e privadas assumissem tal protagonismo.

## Forma de ingresso
A partir do ano de 2016, o Exame Nacional do Ensino Médio foi a única forma de acesso aos cursos de graduação da universidade, com bônus em nota para estudantes provenientes do estado do Pará. No entanto, a universidade retomou majoritariamente a modalidade de Processo Seletivo (Prosel) para privilegiar os estudantes do Pará.

## Unidades

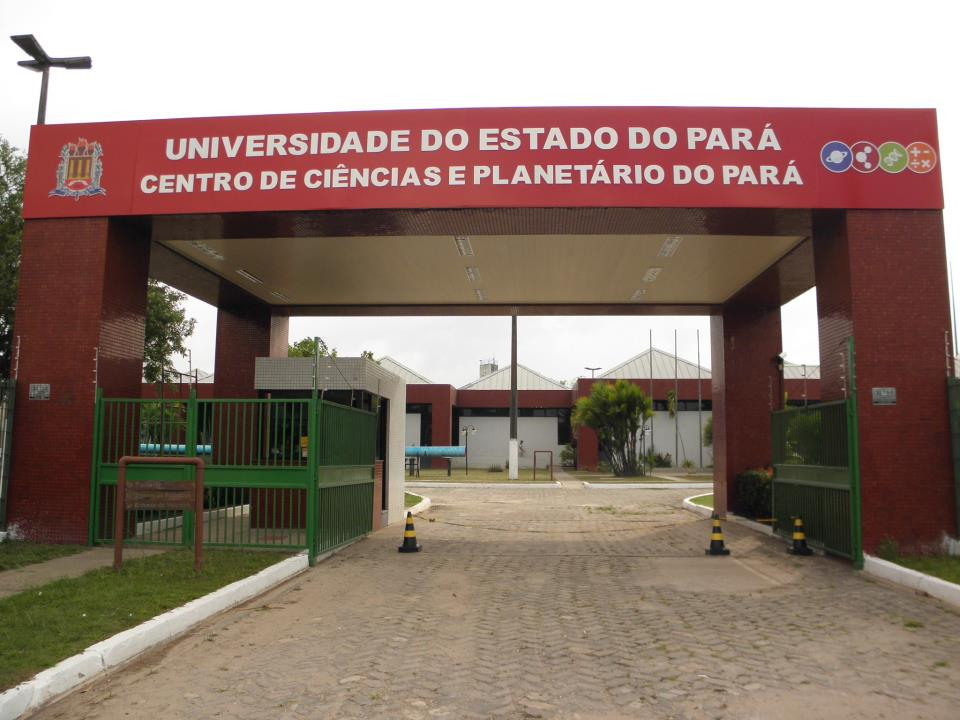
Pórtico do Centro de Ciências e Planetário do Pará, em 2012, um dos núcleos de pesquisa e extensão da universidade.

A UEPA é dividida em três centros, órgãos de administração setorial, que coordenam os cursos de graduação e pós-graduação a eles vinculados e possuem corpo docentes e estrutura administrativa próprios:

### Centro de Ciências Sociais e Educação
O CCSE oferta os cursos de licenciatura plena em filosofia, história, geografia, além de secretariado executivo trilíngue, pedagogia, bacharelado e licenciatura em música e os cursos de licenciatura em matemática, ciências naturais (com habilitação em física ou química, ou biologia, educação artística (música), ciências da religião e licenciatura em ciências sociais.
Além da graduação, o centro oferta o único curso de pós-graduação "stricto sensu" da universidade, o mestrado em educação (formação de professores e saberes culturais e educação na amazônia) e mestrado em ciências da religião.

### Centro de Ciências Biológicas e da Saúde
O CCBS oferta os cursos graduação em medicina, biomedicina, terapia ocupacional, fisioterapia, enfermagem, fonoaudiologia, saúde coletiva e licenciatura em educação física. Em 2006 passou a ofertar o primeiro curso de medicina no interior de um estado da Amazônia, na cidade de Santarém (Campus XII). A partir de 2013, passou também a ofertá-lo no município de Marabá.

### Centro de Ciências Naturais e Tecnologia
O CCNT oferta os cursos de bacharelado em relações internacionais, design, tecnologia em análise e desenvolvimento de sistemas, engenharia ambiental, engenharia de produção, engenharia florestal e tecnologia de alimentos.

### Instituições de pesquisa e extensão
A universidade dispõe da Editora Universitária, do Instituto Confúcio, do Centro de Ciências e Planetário do Pará (planetário e museu universitário voltado ao ensino e divulgação de ciências) e outras unidades de pesquisa e extensão como o Herbário Profa. Dra. Marlene Freitas da Silva (MFS).